# Camila Cabello/Auszeichnungen für Musikverkäufe

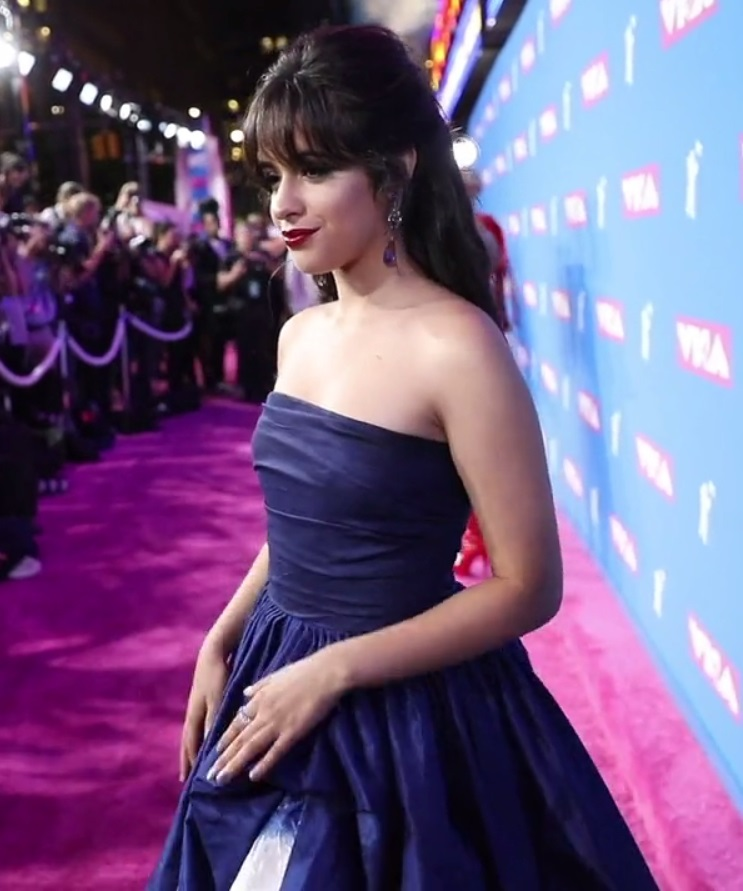
Camila Cabello (2018)

Dies ist eine Übersicht über die Auszeichnungen für Musikverkäufe der kubanisch-US-amerikanischen Sängerin Camila Cabello. Die Auszeichnungen finden sich nach ihrer Art (Gold, Platin usw.), nach Staaten getrennt in chronologischer Reihenfolge, geordnet sowie nach den Tonträgern selbst, ebenfalls in chronologischer Reihenfolge, getrennt nach Medium (Alben, Singles usw.), wieder.

## Auszeichnungen
| - Vereinigtes Königreich - 2016: für das Lied She Loves Control - 2019: für die Single Find U Again - 2020: für die Single Real Friends - 2020: für die Single Consequences - 2022: für die Single Don’t Go Yet - Australien - 2017: für die Single Know No Better - 2018: für das Album Camila - 2018: für die Single OMG - 2018: für die Single Real Friends - Belgien - 2017: für die Single Bad Things - 2017: für die Single Know No Better - 2020: für die Single South of the Border - 2022: für die Single Don’t Go Yet - Brasilien - 2021: für die Single I Have Questions - 2021: für das Lied All These Years - 2021: für das Lied In the Dark - 2021: für das Lied Inside Out - 2021: für das Lied Into It - 2021: für die Single Cry for Me - 2023: für die Single Mi persona favorita - 2024: für die Single Know No Better - 2025: für die Single He Knows - Chile - 2017: für die Single Havana - Dänemark - 2017: für die Single Know No Better - 2019: für die Single Crying in the Club - 2019: für die Single Beautiful - 2020: für die Single Real Friends - 2020: für die Single Never Be the Same - 2021: für die Single My Oh My - 2023: für die Single Don’t Go Yet - 2023: für das Album Romance - 2024: für die Single Liar - Deutschland - 2018: für die Single Crying in the Club - 2020: für die Single South of the Border - 2023: für die Single Never Be the Same - Frankreich - 2019: für die Single Never Be the Same - 2021: für die Single Liar - 2022: für die Single My Oh My - 2022: für das Album Romance - 2024: für die Single Shameless - 2024: für die Single Beautiful - 2025: für das Album Familia - Griechenland - 2022: für die Single Don’t Go Yet - 2022: für die Single Bam Bam - 2023: für die Single Shameless - Irland - 2019: für die Single Find U Again - Italien - 2016: für die Single I Know What You Did Last Summer - 2017: für die Single Bad Things - 2019: für die Single Never Be the Same - 2019: für die Single Beautiful - 2021: für die Single Liar - 2024: für die Single My Oh My - 2025: für das Album Familia - Japan - 2022: für das Streaming Señorita - 2023: für das Streaming Havana - Kanada - 2019: für die Single Find U Again - 2020: für die Single I Have Questions - 2021: für die Single Shameless - 2022: für das Album Familia - Mexiko - 2017: für die Single I Know What You Did Last Summer - 2019: für die Single Crying in the Club - 2019: für die Single Sangria Wine - 2019: für die Single Consequences - 2020: für die Single Liar - 2020: für die Single My Oh My - 2021: für das Album Romance - 2021: für die Single Find U Again - 2021: für die Single OMG - Neuseeland - 2020: für die Single OMG - Norwegen - 2019: für die Single Beautiful - 2020: für die Single Bad Things - 2020: für die Single My Oh My - 2023: für die Single Don’t Go Yet - Österreich - 2018: für die Single Never Be the Same - 2020: für die Single Liar - 2021: für die Single My Oh My - 2022: für die Single Don’t Go Yet - Peru - 2017: für die Single Havana - Polen - 2019: für die Single Real Friends - 2020: für die Single Consequences - 2021: für die Single Find U Again - 2023: für das Album Familia - 2024: für die Single I Luv It - Portugal - 2020: für die Single My Oh My - 2022: für die Single Bad Things - 2022: für die Single Consequences - 2022: für die Single Liar - Schweden - 2018: für die Single Never Be the Same - 2018: für das Album Camila - 2020: für die Single My Oh My - 2021: für die Single Crying in the Club - 2021: für die Single Liar - Schweiz - 2019: für die Single Beautiful - 2020: für die Single Liar - 2020: für die Single My Oh My - 2022: für die Single Don’t Go Yet - Singapur - 2021: für das Album Romance - Spanien - 2024: für die Single Crying in the Club - 2024: für die Single Liar - 2024: für die Single My Oh My - 2024: für die Single Oh Na Na - 2024: für die Single Never Be the Same (Remix) - 2024: für das Lied Ambulancia - Vereinigte Staaten - 2019: für die Single Hey Ma - 2019: für die Single Mi persona favorita (Latin) - 2019: für die Single South of the Border - 2021: für die Single Know No Better - 2021: für das Lied She Loves Control - 2021: für die Single I Have Questions - 2021: für die Single Shameless - Vereinigtes Königreich - 2018: für das Album Camila - 2020: für die Single Beautiful - 2021: für die Single Liar - 2023: für das Album Romance - 2025: für die Single Shameless | - Australien - 2017: für die Single Bad Things - 2017: für die Single Crying in the Club - 2020: für die Single Liar - 2020: für die Single My Oh My - 2021: für die Single Find U Again - 2022: für die Single Bam Bam - Brasilien - 2019: für die Single South of the Border - 2020: für das Album Romance - 2021: für die Single Liar - 2021: für die Single OMG - 2021: für die Single Real Friends - 2021: für die Single Sangria Wine - 2021: für die Single Find U Again - 2021: für das Lied Something’s Gotta Give - 2021: für die Single Easy - 2021: für die Single Living Proof - 2023: für das Album Familia - 2025: für die Single I Luv It - Dänemark - 2019: für die Single I Know What You Did Last Summer - 2020: für das Album Camila - 2020: für die Single South of the Border - 2022: für die Single Bam Bam - Finnland - 2020: für die Single Bad Things - Frankreich - 2017: für die Single Know No Better - 2023: für die Single South of the Border - 2023: für die Single Don’t Go Yet - 2024: für das Album Camila - Griechenland - 2025: für die Single Move (Remix) - Irland - 2017: für die Single Havana - Italien - 2017: für die Single Hey Ma - 2017: für die Single Know No Better - 2019: für die Single Crying in the Club - 2021: für die Single South of the Border - 2021: für die Single Don’t Go Yet - Kanada - 2018: für die Single OMG - 2019: für die Single Consequences - 2020: für das Lied She Loves Control - 2020: für die Single Liar - 2022: für die Single Don’t Go Yet - Mexiko - 2021: für die Single Real Friends - 2023: für die Single Bam Bam - Neuseeland - 2019: für die Single Crying in the Club - 2020: für die Single I Know What You Did Last Summer - 2021: für das Album Romance - 2021: für die Single Liar - 2023: für die Single Real Friends (Remix) - Niederlande - 2018: für das Album Camila - Norwegen - 2016: für die Single I Know What You Did Last Summer - 2020: für die Single Crying in the Club - 2020: für die Single Liar - 2020: für die Single Real Friends - 2020: für das Lied She Loves Control - 2020: für die Single Never Be the Same - 2023: für die Single Bam Bam - Österreich - 2021: für die Single South of the Border - Polen - 2019: für die Single Never Be the Same - 2020: für die Single Liar - 2020: für die Single Crying in the Club - 2021: für die Single I Know What You Did Last Summer - 2023: für die Single Don’t Go Yet - 2023: für das Album Romance - 2024: für die Single My Oh My - Portugal - 2019: für die Single Beautiful - 2020: für die Single South of the Border - 2022: für die Single I Know What You Did Last Summer - 2022: für die Single Never Be the Same - 2022: für die Single Crying in the Club - 2022: für die Single Don’t Go Yet - Schweden - 2016: für die Single I Know What You Did Last Summer - 2023: für die Single Bam Bam - Schweiz - 2018: für das Album Camila - 2022: für die Single Crying in the Club - 2022: für die Single Never Be the Same - Spanien - 2021: für die Single Don’t Go Yet - 2023: für die Single South of the Border - 2024: für die Single Know No Better - Südkorea - 2021: für das Streaming von Señorita - Ungarn - 2023: für das Album Familia - Vereinigte Staaten - 2018: für das Album Camila - 2018: für die Single Crying in the Club - 2020: für das Album Romance - 2020: für die Single Liar - 2021: für die Single Consequences - 2021: für die Single Real Friends - 2023: für die Single Bam Bam - Vereinigtes Königreich - 2018: für die Single Crying in the Club - 2018: für die Single Never Be the Same - 2022: für die Single Know No Better - 2022: für die Single My Oh My - 2022: für die Single Bam Bam - 2023: für die Single Bad Things - 2023: für die Single I Know What You Did Last Summer - Deutschland - 2024: für die Single Señorita - Mexiko - 2019: für das Album Camila - Australien - 2023: für die Single I Know What You Did Last Summer - Belgien - 2018: für die Single Havana - Brasilien - 2021: für die Single Consequences - 2021: für das Lied She Loves Control - 2021: für die Single Shameless - 2024: für die Single Bad Things - Italien - 2022: für die Single Bam Bam - Kanada - 2018: für das Album Camila - 2019: für die Single Crying in the Club - 2021: für das Album Romance - 2021: für die Single Real Friends - Kolumbien - 2019: für die Single Señorita - Mexiko - 2021: für die Single Never Be the Same - Neuseeland - 2020: für das Album Camila - 2021: für die Single Bad Things - 2023: für die Single Know No Better - 2024: für die Single My Oh My - Norwegen - 2020: für das Album Camila - 2020: für die Single Havana - Österreich - 2019: für die Single Havana - 2023: für die Single Bam Bam - Philippinen - 2019: für die Single Señorita - Polen - 2021: für die Single South of the Border - 2024: für die Single Bam Bam - 2024: für die Single Shameless - 2024: für das Album Camila - Schweden - 2019: für die Single Señorita - Schweiz - 2022: für die Single Bam Bam - Vereinigte Staaten - 2020: für die Single My Oh My - Vereinigtes Königreich - 2021: für die Single South of the Border | - Mexiko - 2019: für die Single Señorita - Australien - 2018: für die Single Never Be the Same - 2021: für die Single Beautiful - 2021: für die Single South of the Border - Belgien - 2021: für die Single Señorita - Brasilien - 2021: für die Single Beautiful - 2021: für die Single Crying in the Club - 2021: für die Single Never Be the Same - Dänemark - 2023: für die Single Havana - Kanada - 2020: für die Single I Know What You Did Last Summer - 2021: für die Single My Oh My - 2022: für die Single Bam Bam - Mexiko - 2023: für die Single Havana - Neuseeland - 2020: für die Single Beautiful - 2022: für die Single South of the Border - 2024: für die Single Never Be the Same - Norwegen - 2020: für das Album Romance - Portugal - 2023: für die Single Bam Bam - Spanien - 2017: für die Single Hey Ma - 2024: für die Single Bam Bam - 2024: für die Single Mi persona favorita - Vereinigte Staaten - 2022: für die Single I Know What You Did Last Summer - Vereinigtes Königreich - 2021: für die Single Señorita - Dänemark - 2025: für die Single Señorita - Italien - 2019: für die Single Havana - 2021: für die Single Señorita - Kanada - 2019: für die Single Never Be the Same - 2021: für die Single Beautiful - Malaysia - 2020: für die Single Señorita - Norwegen - 2020: für die Single Señorita - Österreich - 2024: für die Single Señorita - Portugal - 2021: für die Single Señorita - 2022: für die Single Havana - Spanien - 2024: für die Single Havana - Vereinigte Staaten - 2021: für die Single Beautiful - 2021: für die Single Never Be the Same - Vereinigtes Königreich - 2021: für die Single Havana - Schweden - 2021: für die Single Havana - Spanien - 2024: für die Single Señorita - Vereinigte Staaten - 2022: für die Single Bad Things - 2023: für die Single Señorita - Kanada - 2023: für die Single South of the Border - Neuseeland - 2024: für die Single Señorita - Neuseeland - 2024: für die Single Havana - Schweiz - 2022: für die Single Havana - Australien - 2019: für die Single Havana - 2023: für die Single Señorita - Indien - 2025: für die Single Señorita - Brasilien - 2019: für das Album Camila - 2021: für die Single My Oh My - 2024: für die Single I Know What You Did Last Summer - Deutschland - 2020: für die Single Havana - Frankreich - 2018: für die Single Havana - 2019: für die Single Señorita - 2022: für die Single Bam Bam - Kanada - 2019: für die Single Havana - 2021: für die Single Señorita - Mexiko - 2019: für die Single Señorita - 2023: für die Single Havana - Polen - 2018: für die Single Havana - Vereinigte Staaten - 2021: für die Single Havana - Polen - 2021: für die Single Señorita - Brasilien - 2021: für die Single Havana - Brasilien - 2024: für die Single Señorita |

## Auszeichnungen nach Alben

### Camila
| Land/Region                  | Auszeichnungen für Musikverkäufe (Land/Region, Auszeichnung, Verkäufe) | Verkäufe  |
| ---------------------------- | ---------------------------------------------------------------------- | --------- |
| Australien (ARIA)            | Gold                                                                   | 35.000    |
| Brasilien (PMB)              | Diamant                                                                | 160.000   |
| Dänemark (IFPI)              | Platin                                                                 | 20.000    |
| Frankreich (SNEP)            | Platin                                                                 | 100.000   |
| Kanada (MC)                  | 2× Platin                                                              | 160.000   |
| Mexiko (AMPROFON)            | 3× Gold                                                                | 90.000    |
| Neuseeland (RMNZ)            | 2× Platin                                                              | 30.000    |
| Niederlande (NVPI)           | Platin                                                                 | 40.000    |
| Norwegen (IFPI)              | 2× Platin                                                              | 40.000    |
| Polen (ZPAV)                 | 2× Platin                                                              | 40.000    |
| Schweden (IFPI)              | Gold                                                                   | 15.000    |
| Schweiz (IFPI)               | Platin                                                                 | 20.000    |
| Vereinigte Staaten (RIAA)    | Platin                                                                 | 1.000.000 |
| Vereinigtes Königreich (BPI) | Gold                                                                   | 100.000   |
| Insgesamt                    | 4× Gold · 14× Platin · 1× Diamant ·                                    | 1.850.000 |

### Romance
| Land/Region                  | Auszeichnungen für Musikverkäufe (Land/Region, Auszeichnung, Verkäufe) | Verkäufe  |
| ---------------------------- | ---------------------------------------------------------------------- | --------- |
| Brasilien (PMB)              | Platin                                                                 | 40.000    |
| Dänemark (IFPI)              | Gold                                                                   | 10.000    |
| Frankreich (SNEP)            | Gold                                                                   | 50.000    |
| Kanada (MC)                  | 2× Platin                                                              | 160.000   |
| Mexiko (AMPROFON)            | Gold                                                                   | 30.000    |
| Neuseeland (RMNZ)            | Platin                                                                 | 15.000    |
| Norwegen (IFPI)              | 3× Platin                                                              | 60.000    |
| Polen (ZPAV)                 | Platin                                                                 | 20.000    |
| Singapur (RIAS)              | Gold                                                                   | 5.000     |
| Vereinigte Staaten (RIAA)    | Platin                                                                 | 1.000.000 |
| Vereinigtes Königreich (BPI) | Gold                                                                   | 100.000   |
| Insgesamt                    | 5× Gold · 9× Platin ·                                                  | 1.490.000 |

### Familia
| Land/Region       | Auszeichnungen für Musikverkäufe (Land/Region, Auszeichnung, Verkäufe) | Verkäufe |
| ----------------- | ---------------------------------------------------------------------- | -------- |
| Brasilien (PMB)   | Platin                                                                 | 40.000   |
| Frankreich (SNEP) | Gold                                                                   | 50.000   |
| Italien (FIMI)    | Gold                                                                   | 25.000   |
| Kanada (MC)       | Gold                                                                   | 40.000   |
| Polen (ZPAV)      | Gold                                                                   | 10.000   |
| Ungarn (MAHASZ)   | Platin                                                                 | 4.000    |
| Insgesamt         | 4× Gold · 2× Platin ·                                                  | 169.000  |

## Auszeichnungen nach Singles

### I Know What You Did Last Summer
| Land/Region                  | Auszeichnungen für Musikverkäufe (Land/Region, Auszeichnung, Verkäufe) | Verkäufe  |
| ---------------------------- | ---------------------------------------------------------------------- | --------- |
| Australien (ARIA)            | 2× Platin                                                              | 140.000   |
| Brasilien (PMB)              | Diamant                                                                | 250.000   |
| Dänemark (IFPI)              | Platin                                                                 | 90.000    |
| Italien (FIMI)               | Gold                                                                   | 25.000    |
| Kanada (MC)                  | 3× Platin                                                              | 240.000   |
| Mexiko (AMPROFON)            | Gold                                                                   | 30.000    |
| Neuseeland (RMNZ)            | Platin                                                                 | 30.000    |
| Norwegen (IFPI)              | Platin                                                                 | 40.000    |
| Polen (ZPAV)                 | Platin                                                                 | 50.000    |
| Portugal (AFP)               | Platin                                                                 | 10.000    |
| Schweden (IFPI)              | Platin                                                                 | 40.000    |
| Vereinigte Staaten (RIAA)    | 3× Platin                                                              | 3.000.000 |
| Vereinigtes Königreich (BPI) | Platin                                                                 | 600.000   |
| Insgesamt                    | 1× Gold · 15× Platin · 1× Diamant ·                                    | 4.545.000 |

### Bad Things
| Land/Region                  | Auszeichnungen für Musikverkäufe (Land/Region, Auszeichnung, Verkäufe) | Verkäufe  |
| ---------------------------- | ---------------------------------------------------------------------- | --------- |
| Australien (ARIA)            | Platin                                                                 | 70.000    |
| Belgien (BRMA)               | Gold                                                                   | 15.000    |
| Brasilien (PMB)              | 2× Platin                                                              | 120.000   |
| Finnland (IFPI)              | Platin                                                                 | 40.000    |
| Italien (FIMI)               | Gold                                                                   | 25.000    |
| Neuseeland (RMNZ)            | 2× Platin                                                              | 60.000    |
| Norwegen (IFPI)              | Gold                                                                   | 30.000    |
| Portugal (AFP)               | Gold                                                                   | 5.000     |
| Vereinigte Staaten (RIAA)    | 5× Platin                                                              | 5.000.000 |
| Vereinigtes Königreich (BPI) | Platin                                                                 | 600.000   |
| Insgesamt                    | 4× Gold · 12× Platin ·                                                 | 5.965.000 |

### Hey Ma
| Land/Region               | Auszeichnungen für Musikverkäufe (Land/Region, Auszeichnung, Verkäufe) | Verkäufe |
| ------------------------- | ---------------------------------------------------------------------- | -------- |
| Italien (FIMI)            | Platin                                                                 | 50.000   |
| Spanien (Promusicae)      | 3× Platin                                                              | 120.000  |
| Vereinigte Staaten (RIAA) | Gold                                                                   | 500.000  |
| Insgesamt                 | 1× Gold · 4× Platin ·                                                  | 670.000  |

### Crying in the Club
| Land/Region                  | Auszeichnungen für Musikverkäufe (Land/Region, Auszeichnung, Verkäufe) | Verkäufe  |
| ---------------------------- | ---------------------------------------------------------------------- | --------- |
| Australien (ARIA)            | Platin                                                                 | 70.000    |
| Brasilien (PMB)              | 3× Platin                                                              | 120.000   |
| Dänemark (IFPI)              | Gold                                                                   | 45.000    |
| Deutschland (BVMI)           | Gold                                                                   | 200.000   |
| Italien (FIMI)               | Platin                                                                 | 50.000    |
| Kanada (MC)                  | 2× Platin                                                              | 160.000   |
| Mexiko (AMPROFON)            | Gold                                                                   | 30.000    |
| Neuseeland (RMNZ)            | Platin                                                                 | 30.000    |
| Norwegen (IFPI)              | Platin                                                                 | 60.000    |
| Polen (ZPAV)                 | Platin                                                                 | 20.000    |
| Portugal (AFP)               | Platin                                                                 | 10.000    |
| Schweden (IFPI)              | Gold                                                                   | 40.000    |
| Schweiz (IFPI)               | Platin                                                                 | 20.000    |
| Spanien (Promusicae)         | Gold                                                                   | 30.000    |
| Vereinigte Staaten (RIAA)    | Platin                                                                 | 1.000.000 |
| Vereinigtes Königreich (BPI) | Platin                                                                 | 845.000   |
| Insgesamt                    | 4× Gold · 14× Platin ·                                                 | 2.730.000 |

### I Have Questions
| Land/Region               | Auszeichnungen für Musikverkäufe (Land/Region, Auszeichnung, Verkäufe) | Verkäufe |
| ------------------------- | ---------------------------------------------------------------------- | -------- |
| Brasilien (PMB)           | Gold                                                                   | 20.000   |
| Kanada (MC)               | Gold                                                                   | 40.000   |
| Vereinigte Staaten (RIAA) | Gold                                                                   | 500.000  |
| Insgesamt                 | 3× Gold ·                                                              | 560.000  |

### Know No Better
| Land/Region                  | Auszeichnungen für Musikverkäufe (Land/Region, Auszeichnung, Verkäufe) | Verkäufe  |
| ---------------------------- | ---------------------------------------------------------------------- | --------- |
| Australien (ARIA)            | 2× Platin                                                              | 140.000   |
| Belgien (BRMA)               | Gold                                                                   | 15.000    |
| Brasilien (PMB)              | Gold                                                                   | 20.000    |
| Dänemark (IFPI)              | Gold                                                                   | 45.000    |
| Frankreich (SNEP)            | Platin                                                                 | 133.333   |
| Italien (FIMI)               | Platin                                                                 | 50.000    |
| Neuseeland (RMNZ)            | 2× Platin                                                              | 60.000    |
| Spanien (Promusicae)         | Platin                                                                 | 60.000    |
| Vereinigte Staaten (RIAA)    | Gold                                                                   | 500.000   |
| Vereinigtes Königreich (BPI) | Platin                                                                 | 600.000   |
| Insgesamt                    | 4× Gold · 8× Platin ·                                                  | 1.608.333 |

### OMG
| Land/Region       | Auszeichnungen für Musikverkäufe (Land/Region, Auszeichnung, Verkäufe) | Verkäufe |
| ----------------- | ---------------------------------------------------------------------- | -------- |
| Australien (ARIA) | Gold                                                                   | 35.000   |
| Brasilien (PMB)   | Platin                                                                 | 40.000   |
| Kanada (MC)       | Platin                                                                 | 80.000   |
| Mexiko (AMPROFON) | Gold                                                                   | 30.000   |
| Neuseeland (RMNZ) | Gold                                                                   | 15.000   |
| Insgesamt         | 3× Gold · 2× Platin ·                                                  | 200.000  |

### Havana
| Land/Region                  | Auszeichnungen für Musikverkäufe (Land/Region, Auszeichnung, Verkäufe) | Verkäufe   |
| ---------------------------- | ---------------------------------------------------------------------- | ---------- |
| Australien (ARIA)            | 10× Platin                                                             | 700.000    |
| Belgien (BRMA)               | 2× Platin                                                              | 60.000     |
| Brasilien (PMB)              | 3× Diamant                                                             | 480.000    |
| Chile (IFPI)                 | Gold                                                                   | 40.000     |
| Dänemark (IFPI)              | 3× Platin                                                              | 270.000    |
| Deutschland (BVMI)           | Diamant                                                                | 1.000.000  |
| Frankreich (SNEP)            | Diamant                                                                | 233.333    |
| Irland (IRMA)                | Platin                                                                 | 15.000     |
| Italien (FIMI)               | 4× Platin                                                              | 200.000    |
| Kanada (MC)                  | Diamant                                                                | 800.000    |
| Mexiko (AMPROFON)            | Diamant · + 3× Platin                                                  | 480.000    |
| Neuseeland (RMNZ)            | 7× Platin                                                              | 210.000    |
| Norwegen (IFPI)              | 2× Platin                                                              | 120.000    |
| Österreich (IFPI)            | 2× Platin                                                              | 60.000     |
| Peru (UNIMPRO)               | Gold                                                                   | 3.000      |
| Polen (ZPAV)                 | Diamant                                                                | 100.000    |
| Portugal (AFP)               | 4× Platin                                                              | 40.000     |
| Schweden (IFPI)              | 5× Platin                                                              | 400.000    |
| Schweiz (IFPI)               | 7× Platin                                                              | 140.000    |
| Spanien (Promusicae)         | 4× Platin                                                              | 240.000    |
| Vereinigte Staaten (RIAA)    | Diamant                                                                | 10.000.000 |
| Vereinigtes Königreich (BPI) | 4× Platin                                                              | 2.490.000  |
| Insgesamt                    | 2× Gold · 57× Platin · 9× Diamant ·                                    | 18.981.333 |

### Never Be the Same
| Land/Region                  | Auszeichnungen für Musikverkäufe (Land/Region, Auszeichnung, Verkäufe) | Verkäufe  |
| ---------------------------- | ---------------------------------------------------------------------- | --------- |
| Australien (ARIA)            | 3× Platin                                                              | 210.000   |
| Brasilien (PMB)              | 3× Platin                                                              | 120.000   |
| Dänemark (IFPI)              | Gold                                                                   | 45.000    |
| Deutschland (BVMI)           | Gold                                                                   | 200.000   |
| Frankreich (SNEP)            | Gold                                                                   | 100.000   |
| Italien (FIMI)               | Gold                                                                   | 25.000    |
| Kanada (MC)                  | 4× Platin                                                              | 320.000   |
| Mexiko (AMPROFON)            | 2× Platin                                                              | 120.000   |
| Neuseeland (RMNZ)            | 3× Platin                                                              | 90.000    |
| Norwegen (IFPI)              | Platin                                                                 | 60.000    |
| Österreich (IFPI)            | Gold                                                                   | 15.000    |
| Polen (ZPAV)                 | Platin                                                                 | 20.000    |
| Portugal (AFP)               | Platin                                                                 | 10.000    |
| Schweden (IFPI)              | Gold                                                                   | 40.000    |
| Schweiz (IFPI)               | Platin                                                                 | 20.000    |
| Vereinigte Staaten (RIAA)    | 4× Platin                                                              | 4.000.000 |
| Vereinigtes Königreich (BPI) | Platin                                                                 | 848.000   |
| Insgesamt                    | 6× Gold · 24× Platin ·                                                 | 6.243.000 |

### Never Be the Same (Remix)
| Land/Region          | Auszeichnungen für Musikverkäufe (Land/Region, Auszeichnung, Verkäufe) | Verkäufe |
| -------------------- | ---------------------------------------------------------------------- | -------- |
| Spanien (Promusicae) | Gold                                                                   | 30.000   |
| Insgesamt            | 1× Gold ·                                                              | 30.000   |

### Sangria Wine
| Land/Region       | Auszeichnungen für Musikverkäufe (Land/Region, Auszeichnung, Verkäufe) | Verkäufe |
| ----------------- | ---------------------------------------------------------------------- | -------- |
| Brasilien (PMB)   | Platin                                                                 | 40.000   |
| Mexiko (AMPROFON) | Gold                                                                   | 30.000   |
| Insgesamt         | 1× Gold · 1× Platin ·                                                  | 70.000   |

### Real Friends (Remix)
| Land/Region       | Auszeichnungen für Musikverkäufe (Land/Region, Auszeichnung, Verkäufe) | Verkäufe |
| ----------------- | ---------------------------------------------------------------------- | -------- |
| Neuseeland (RMNZ) | Platin                                                                 | 30.000   |
| Insgesamt         | 1× Platin ·                                                            | 30.000   |

### Beautiful
| Land/Region                  | Auszeichnungen für Musikverkäufe (Land/Region, Auszeichnung, Verkäufe) | Verkäufe  |
| ---------------------------- | ---------------------------------------------------------------------- | --------- |
| Australien (ARIA)            | 3× Platin                                                              | 210.000   |
| Brasilien (PMB)              | 3× Platin                                                              | 120.000   |
| Dänemark (IFPI)              | Gold                                                                   | 45.000    |
| Frankreich (SNEP)            | Gold                                                                   | 100.000   |
| Italien (FIMI)               | Gold                                                                   | 25.000    |
| Kanada (MC)                  | 4× Platin                                                              | 320.000   |
| Neuseeland (RMNZ)            | 2× Platin                                                              | 60.000    |
| Norwegen (IFPI)              | Gold                                                                   | 30.000    |
| Portugal (AFP)               | Platin                                                                 | 10.000    |
| Schweiz (IFPI)               | Gold                                                                   | 10.000    |
| Vereinigte Staaten (RIAA)    | 4× Platin                                                              | 4.000.000 |
| Vereinigtes Königreich (BPI) | Gold                                                                   | 400.000   |
| Insgesamt                    | 6× Gold · 17× Platin ·                                                 | 5.330.000 |

### Real Friends
| Land/Region                  | Auszeichnungen für Musikverkäufe (Land/Region, Auszeichnung, Verkäufe) | Verkäufe  |
| ---------------------------- | ---------------------------------------------------------------------- | --------- |
| Australien (ARIA)            | Gold                                                                   | 35.000    |
| Brasilien (PMB)              | Platin                                                                 | 40.000    |
| Dänemark (IFPI)              | Gold                                                                   | 45.000    |
| Kanada (MC)                  | 2× Platin                                                              | 160.000   |
| Mexiko (AMPROFON)            | Platin                                                                 | 60.000    |
| Norwegen (IFPI)              | Platin                                                                 | 60.000    |
| Polen (ZPAV)                 | Gold                                                                   | 10.000    |
| Vereinigte Staaten (RIAA)    | Platin                                                                 | 1.000.000 |
| Vereinigtes Königreich (BPI) | Silber                                                                 | 200.000   |
| Insgesamt                    | 1× Silber · 3× Gold · 6× Platin ·                                      | 1.610.000 |

### Consequences
| Land/Region                  | Auszeichnungen für Musikverkäufe (Land/Region, Auszeichnung, Verkäufe) | Verkäufe  |
| ---------------------------- | ---------------------------------------------------------------------- | --------- |
| Brasilien (PMB)              | 2× Platin                                                              | 80.000    |
| Kanada (MC)                  | Platin                                                                 | 80.000    |
| Mexiko (AMPROFON)            | Gold                                                                   | 30.000    |
| Polen (ZPAV)                 | Gold                                                                   | 10.000    |
| Portugal (AFP)               | Gold                                                                   | 5.000     |
| Vereinigte Staaten (RIAA)    | Platin                                                                 | 1.000.000 |
| Vereinigtes Königreich (BPI) | Silber                                                                 | 200.000   |
| Insgesamt                    | 1× Silber · 3× Gold · 4× Platin ·                                      | 1.405.000 |

### Mi persona favorita
| Land/Region               | Auszeichnungen für Musikverkäufe (Land/Region, Auszeichnung, Verkäufe) | Verkäufe |
| ------------------------- | ---------------------------------------------------------------------- | -------- |
| Brasilien (PMB)           | Gold                                                                   | 20.000   |
| Spanien (Promusicae)      | 3× Platin                                                              | 180.000  |
| Vereinigte Staaten (RIAA) | Gold                                                                   | 30.000   |
| Insgesamt                 | 2× Gold · 3× Platin ·                                                  | 230.000  |

### Señorita
| Land/Region                  | Auszeichnungen für Musikverkäufe (Land/Region, Auszeichnung, Verkäufe) | Verkäufe   |
| ---------------------------- | ---------------------------------------------------------------------- | ---------- |
| Australien (ARIA)            | 10× Platin                                                             | 700.000    |
| Belgien (BRMA)               | 3× Platin                                                              | 120.000    |
| Brasilien (PMB)              | 8× Diamant                                                             | 1.280.000  |
| Dänemark (IFPI)              | 4× Platin                                                              | 360.000    |
| Deutschland (BVMI)           | 3× Gold                                                                | 900.000    |
| Frankreich (SNEP)            | Diamant                                                                | 333.333    |
| Indien (IMI)                 | 71× Platin                                                             | 8.520.000  |
| Italien (FIMI)               | 4× Platin                                                              | 280.000    |
| Kanada (MC)                  | Diamant                                                                | 800.000    |
| Kolumbien (ASINCOL)          | 2× Platin                                                              | 20.000     |
| Malaysia (RIM)               | 4× Platin                                                              | 800.000    |
| Mexiko (AMPROFON)            | Diamant · + 5× Gold                                                    | 450.000    |
| Neuseeland (RMNZ)            | 6× Platin                                                              | 180.000    |
| Norwegen (IFPI)              | 4× Platin                                                              | 240.000    |
| Österreich (IFPI)            | 4× Platin                                                              | 120.000    |
| Philippinen (PARI)           | 2× Platin                                                              | 300.000    |
| Polen (ZPAV)                 | 2× Diamant                                                             | 500.000    |
| Portugal (AFP)               | 4× Platin                                                              | 40.000     |
| Schweden (IFPI)              | 2× Platin                                                              | 160.000    |
| Spanien (Promusicae)         | 5× Platin                                                              | 300.000    |
| Vereinigte Staaten (RIAA)    | 5× Platin                                                              | 5.000.000  |
| Vereinigtes Königreich (BPI) | 3× Platin                                                              | 1.830.000  |
| Insgesamt                    | 2× Gold · 136× Platin · 13× Diamant ·                                  | 23.233.333 |

### Liar
| Land/Region                  | Auszeichnungen für Musikverkäufe (Land/Region, Auszeichnung, Verkäufe) | Verkäufe  |
| ---------------------------- | ---------------------------------------------------------------------- | --------- |
| Australien (ARIA)            | Platin                                                                 | 70.000    |
| Brasilien (PMB)              | Platin                                                                 | 40.000    |
| Dänemark (IFPI)              | Gold                                                                   | 45.000    |
| Frankreich (SNEP)            | Gold                                                                   | 100.000   |
| Italien (FIMI)               | Gold                                                                   | 35.000    |
| Kanada (MC)                  | Platin                                                                 | 80.000    |
| Mexiko (AMPROFON)            | Gold                                                                   | 30.000    |
| Neuseeland (RMNZ)            | Platin                                                                 | 30.000    |
| Norwegen (IFPI)              | Platin                                                                 | 60.000    |
| Österreich (IFPI)            | Gold                                                                   | 15.000    |
| Polen (ZPAV)                 | Platin                                                                 | 20.000    |
| Portugal (AFP)               | Gold                                                                   | 5.000     |
| Schweden (IFPI)              | Gold                                                                   | 40.000    |
| Schweiz (IFPI)               | Gold                                                                   | 10.000    |
| Spanien (Promusicae)         | Gold                                                                   | 30.000    |
| Vereinigte Staaten (RIAA)    | Platin                                                                 | 1.000.000 |
| Vereinigtes Königreich (BPI) | Gold                                                                   | 400.000   |
| Insgesamt                    | 11× Gold · 6× Platin ·                                                 | 2.010.000 |

### Find U Again
| Land/Region                  | Auszeichnungen für Musikverkäufe (Land/Region, Auszeichnung, Verkäufe) | Verkäufe |
| ---------------------------- | ---------------------------------------------------------------------- | -------- |
| Australien (ARIA)            | Platin                                                                 | 70.000   |
| Brasilien (PMB)              | Platin                                                                 | 40.000   |
| Irland (IRMA)                | Gold                                                                   | 15.000   |
| Kanada (MC)                  | Gold                                                                   | 40.000   |
| Mexiko (AMPROFON)            | Gold                                                                   | 30.000   |
| Polen (ZPAV)                 | Gold                                                                   | 10.000   |
| Vereinigtes Königreich (BPI) | Silber                                                                 | 200.000  |
| Insgesamt                    | 1× Silber · 4× Gold · 2× Platin ·                                      | 405.000  |

### South of the Border
| Land/Region                  | Auszeichnungen für Musikverkäufe (Land/Region, Auszeichnung, Verkäufe) | Verkäufe  |
| ---------------------------- | ---------------------------------------------------------------------- | --------- |
| Australien (ARIA)            | 4× Platin                                                              | 280.000   |
| Belgien (BRMA)               | Gold                                                                   | 20.000    |
| Brasilien (PMB)              | Platin                                                                 | 40.000    |
| Dänemark (IFPI)              | Platin                                                                 | 90.000    |
| Deutschland (BVMI)           | Gold                                                                   | 200.000   |
| Frankreich (SNEP)            | Platin                                                                 | 200.000   |
| Italien (FIMI)               | Platin                                                                 | 70.000    |
| Kanada (MC)                  | 6× Platin                                                              | 480.000   |
| Neuseeland (RMNZ)            | 3× Platin                                                              | 90.000    |
| Österreich (IFPI)            | Platin                                                                 | 30.000    |
| Polen (ZPAV)                 | 2× Platin                                                              | 100.000   |
| Portugal (AFP)               | Platin                                                                 | 10.000    |
| Spanien (Promusicae)         | Platin                                                                 | 60.000    |
| Vereinigte Staaten (RIAA)    | Gold                                                                   | 500.000   |
| Vereinigtes Königreich (BPI) | 2× Platin                                                              | 1.200.000 |
| Insgesamt                    | 3× Gold · 24× Platin ·                                                 | 3.370.000 |

### Shameless
| Land/Region                  | Auszeichnungen für Musikverkäufe (Land/Region, Auszeichnung, Verkäufe) | Verkäufe  |
| ---------------------------- | ---------------------------------------------------------------------- | --------- |
| Brasilien (PMB)              | 2× Platin                                                              | 80.000    |
| Frankreich (SNEP)            | Gold                                                                   | 100.000   |
| Griechenland (IFPI)          | Gold                                                                   | 10.000    |
| Kanada (MC)                  | Gold                                                                   | 40.000    |
| Polen (ZPAV)                 | 2× Platin                                                              | 100.000   |
| Vereinigte Staaten (RIAA)    | Gold                                                                   | 500.000   |
| Vereinigtes Königreich (BPI) | Gold                                                                   | 400.000   |
| Insgesamt                    | 5× Gold · 4× Platin ·                                                  | 1.230.000 |

### Cry for Me
| Land/Region     | Auszeichnungen für Musikverkäufe (Land/Region, Auszeichnung, Verkäufe) | Verkäufe |
| --------------- | ---------------------------------------------------------------------- | -------- |
| Brasilien (PMB) | Gold                                                                   | 20.000   |
| Insgesamt       | 1× Gold ·                                                              | 20.000   |

### Easy
| Land/Region     | Auszeichnungen für Musikverkäufe (Land/Region, Auszeichnung, Verkäufe) | Verkäufe |
| --------------- | ---------------------------------------------------------------------- | -------- |
| Brasilien (PMB) | Platin                                                                 | 40.000   |
| Insgesamt       | 1× Platin ·                                                            | 40.000   |

### Living Proof
| Land/Region     | Auszeichnungen für Musikverkäufe (Land/Region, Auszeichnung, Verkäufe) | Verkäufe |
| --------------- | ---------------------------------------------------------------------- | -------- |
| Brasilien (PMB) | Platin                                                                 | 40.000   |
| Insgesamt       | 1× Platin ·                                                            | 40.000   |

### My Oh My
| Land/Region                  | Auszeichnungen für Musikverkäufe (Land/Region, Auszeichnung, Verkäufe) | Verkäufe  |
| ---------------------------- | ---------------------------------------------------------------------- | --------- |
| Australien (ARIA)            | Platin                                                                 | 70.000    |
| Brasilien (PMB)              | Diamant                                                                | 160.000   |
| Dänemark (IFPI)              | Gold                                                                   | 45.000    |
| Frankreich (SNEP)            | Gold                                                                   | 100.000   |
| Italien (FIMI)               | Gold                                                                   | 50.000    |
| Kanada (MC)                  | 3× Platin                                                              | 240.000   |
| Mexiko (AMPROFON)            | Gold                                                                   | 30.000    |
| Neuseeland (RMNZ)            | 2× Platin                                                              | 60.000    |
| Norwegen (IFPI)              | Gold                                                                   | 30.000    |
| Österreich (IFPI)            | Gold                                                                   | 15.000    |
| Polen (ZPAV)                 | Platin                                                                 | 50.000    |
| Portugal (AFP)               | Gold                                                                   | 5.000     |
| Schweden (IFPI)              | Gold                                                                   | 40.000    |
| Schweiz (IFPI)               | Gold                                                                   | 10.000    |
| Spanien (Promusicae)         | Gold                                                                   | 30.000    |
| Vereinigte Staaten (RIAA)    | 2× Platin                                                              | 2.000.000 |
| Vereinigtes Königreich (BPI) | Platin                                                                 | 600.000   |
| Insgesamt                    | 10× Gold · 10× Platin · 1× Diamant ·                                   | 3.535.000 |

### Don’t Go Yet
| Land/Region                  | Auszeichnungen für Musikverkäufe (Land/Region, Auszeichnung, Verkäufe) | Verkäufe |
| ---------------------------- | ---------------------------------------------------------------------- | -------- |
| Belgien (BRMA)               | Gold                                                                   | 20.000   |
| Dänemark (IFPI)              | Gold                                                                   | 45.000   |
| Frankreich (SNEP)            | Platin                                                                 | 200.000  |
| Griechenland (IFPI)          | Gold                                                                   | 10.000   |
| Italien (FIMI)               | Platin                                                                 | 70.000   |
| Kanada (MC)                  | Platin                                                                 | 80.000   |
| Norwegen (IFPI)              | Gold                                                                   | 30.000   |
| Österreich (IFPI)            | Gold                                                                   | 15.000   |
| Polen (ZPAV)                 | Platin                                                                 | 50.000   |
| Portugal (AFP)               | Platin                                                                 | 10.000   |
| Schweiz (IFPI)               | Gold                                                                   | 10.000   |
| Spanien (Promusicae)         | Platin                                                                 | 40.000   |
| Vereinigtes Königreich (BPI) | Silber                                                                 | 200.000  |
| Insgesamt                    | 1× Silber · 6× Gold · 6× Platin ·                                      | 780.000  |

### Oh Na Na
| Land/Region          | Auszeichnungen für Musikverkäufe (Land/Region, Auszeichnung, Verkäufe) | Verkäufe |
| -------------------- | ---------------------------------------------------------------------- | -------- |
| Spanien (Promusicae) | Gold                                                                   | 30.000   |
| Insgesamt            | 1× Gold ·                                                              | 30.000   |

### Bam Bam
| Land/Region                  | Auszeichnungen für Musikverkäufe (Land/Region, Auszeichnung, Verkäufe) | Verkäufe  |
| ---------------------------- | ---------------------------------------------------------------------- | --------- |
| Australien (ARIA)            | Platin                                                                 | 70.000    |
| Dänemark (IFPI)              | Platin                                                                 | 90.000    |
| Frankreich (SNEP)            | Diamant                                                                | 333.333   |
| Griechenland (IFPI)          | Gold                                                                   | 10.000    |
| Italien (FIMI)               | 2× Platin                                                              | 200.000   |
| Kanada (MC)                  | 3× Platin                                                              | 240.000   |
| Mexiko (AMPROFON)            | Platin                                                                 | 140.000   |
| Norwegen (IFPI)              | Platin                                                                 | 60.000    |
| Österreich (IFPI)            | 2× Platin                                                              | 60.000    |
| Polen (ZPAV)                 | 2× Platin                                                              | 100.000   |
| Portugal (AFP)               | 3× Platin                                                              | 30.000    |
| Schweden (IFPI)              | Platin                                                                 | 80.000    |
| Schweiz (IFPI)               | 2× Platin                                                              | 40.000    |
| Spanien (Promusicae)         | 3× Platin                                                              | 180.000   |
| Vereinigte Staaten (RIAA)    | Platin                                                                 | 1.000.000 |
| Vereinigtes Königreich (BPI) | Platin                                                                 | 600.000   |
| Insgesamt                    | 1× Gold · 24× Platin · 1× Diamant ·                                    | 3.233.333 |

### I Luv It
| Land/Region     | Auszeichnungen für Musikverkäufe (Land/Region, Auszeichnung, Verkäufe) | Verkäufe |
| --------------- | ---------------------------------------------------------------------- | -------- |
| Brasilien (PMB) | Platin                                                                 | 40.000   |
| Polen (ZPAV)    | Gold                                                                   | 25.000   |
| Insgesamt       | 1× Gold · 1× Platin ·                                                  | 65.000   |

### He Knows
| Land/Region     | Auszeichnungen für Musikverkäufe (Land/Region, Auszeichnung, Verkäufe) | Verkäufe |
| --------------- | ---------------------------------------------------------------------- | -------- |
| Brasilien (PMB) | Gold                                                                   | 20.000   |
| Insgesamt       | 1× Gold ·                                                              | 20.000   |

### Move (Remix)
| Land/Region         | Auszeichnungen für Musikverkäufe (Land/Region, Auszeichnung, Verkäufe) | Verkäufe |
| ------------------- | ---------------------------------------------------------------------- | -------- |
| Griechenland (IFPI) | Platin                                                                 | 20.000   |
| Insgesamt           | 1× Platin ·                                                            | 20.000   |

## Auszeichnungen nach Liedern

### She Loves Control
| Land/Region                  | Auszeichnungen für Musikverkäufe (Land/Region, Auszeichnung, Verkäufe) | Verkäufe |
| ---------------------------- | ---------------------------------------------------------------------- | -------- |
| Brasilien (PMB)              | 2× Platin                                                              | 80.000   |
| Kanada (MC)                  | Platin                                                                 | 80.000   |
| Norwegen (IFPI)              | Platin                                                                 | 60.000   |
| Vereinigte Staaten (RIAA)    | Gold                                                                   | 500.000  |
| Vereinigtes Königreich (BPI) | Silber                                                                 | 200.000  |
| Insgesamt                    | 1× Silber · 1× Gold · 4× Platin ·                                      | 920.000  |

### All These Years
| Land/Region     | Auszeichnungen für Musikverkäufe (Land/Region, Auszeichnung, Verkäufe) | Verkäufe |
| --------------- | ---------------------------------------------------------------------- | -------- |
| Brasilien (PMB) | Gold                                                                   | 20.000   |
| Insgesamt       | 1× Gold ·                                                              | 20.000   |

### In the Dark
| Land/Region     | Auszeichnungen für Musikverkäufe (Land/Region, Auszeichnung, Verkäufe) | Verkäufe |
| --------------- | ---------------------------------------------------------------------- | -------- |
| Brasilien (PMB) | Gold                                                                   | 20.000   |
| Insgesamt       | 1× Gold ·                                                              | 20.000   |

### Inside Out
| Land/Region     | Auszeichnungen für Musikverkäufe (Land/Region, Auszeichnung, Verkäufe) | Verkäufe |
| --------------- | ---------------------------------------------------------------------- | -------- |
| Brasilien (PMB) | Gold                                                                   | 20.000   |
| Insgesamt       | 1× Gold ·                                                              | 20.000   |

### Into It
| Land/Region     | Auszeichnungen für Musikverkäufe (Land/Region, Auszeichnung, Verkäufe) | Verkäufe |
| --------------- | ---------------------------------------------------------------------- | -------- |
| Brasilien (PMB) | Gold                                                                   | 20.000   |
| Insgesamt       | 1× Gold ·                                                              | 20.000   |

### Something’s Gotta Give
| Land/Region     | Auszeichnungen für Musikverkäufe (Land/Region, Auszeichnung, Verkäufe) | Verkäufe |
| --------------- | ---------------------------------------------------------------------- | -------- |
| Brasilien (PMB) | Platin                                                                 | 40.000   |
| Insgesamt       | 1× Platin ·                                                            | 40.000   |

### Ambulancia
| Land/Region          | Auszeichnungen für Musikverkäufe (Land/Region, Auszeichnung, Verkäufe) | Verkäufe |
| -------------------- | ---------------------------------------------------------------------- | -------- |
| Spanien (Promusicae) | Gold                                                                   | 30.000   |
| Insgesamt            | 1× Gold ·                                                              | 30.000   |

## Auszeichnungen nach Musikstreamings

### Havana
| Land/Region  | Auszeichnungen für Musikverkäufe (Land/Region, Auszeichnung, Verkäufe) | Verkäufe   |
| ------------ | ---------------------------------------------------------------------- | ---------- |
| Japan (RIAJ) | Gold                                                                   | 50.000.000 |
| Insgesamt    | 1× Gold ·                                                              | 50.000.000 |

### Señorita
| Land/Region     | Auszeichnungen für Musikverkäufe (Land/Region, Auszeichnung, Verkäufe) | Verkäufe    |
| --------------- | ---------------------------------------------------------------------- | ----------- |
| Japan (RIAJ)    | Gold                                                                   | 50.000.000  |
| Südkorea (KMCA) | Platin                                                                 | 130.000.000 |
| Insgesamt       | 1× Gold · 1× Platin ·                                                  | 150.000.000 |

## Statistik und Quellen
| Land/RegionAuszeichnungen für Musikverkäufe (Land/Region, Auszeichnungen, Verkäufe, Quellen) | Silber     | Gold         | Platin         | Diamant       | Verkäufe   | Quellen                 |
| -------------------------------------------------------------------------------------------- | ---------- | ------------ | -------------- | ------------- | ---------- | ----------------------- |
| Australien (ARIA)                                                                            | —          | 3× Gold3     | 40× Platin40   | —             | 2.905.000  | aria.com.au             |
| Belgien (BRMA)                                                                               | —          | 4× Gold4     | 5× Platin5     | —             | 250.000    | ultratop.be             |
| Brasilien (PMB)                                                                              | —          | 8× Gold8     | 30× Platin30   | 14× Diamant14 | 3.760.000  | pro-musicabr.org.br     |
| Chile (IFPI)                                                                                 | —          | Gold1        | —              | —             | 40.000     | Einzelnachweise         |
| Dänemark (IFPI)                                                                              | —          | 9× Gold9     | 11× Platin11   | —             | 1.270.000  | ifpi.dk                 |
| Deutschland (BVMI)                                                                           | —          | 4× Gold4     | Platin1        | Diamant1      | 2.500.000  | musikindustrie.de       |
| Finnland (IFPI)                                                                              | —          | —            | Platin1        | —             | 40.000     | Einzelnachweise         |
| Frankreich (SNEP)                                                                            | —          | 8× Gold8     | 3× Platin3     | 3× Diamant3   | 2.083.332  | snepmusique.com         |
| Griechenland (IFPI)                                                                          | —          | 3× Gold3     | Platin1        | —             | 50.000     | Einzelnachweise         |
| Indien (IMI)                                                                                 | —          | —            | 71× Platin71   | —             | 8.520.000  | Einzelnachweise         |
| Irland (IRMA)                                                                                | —          | Gold1        | Platin1        | —             | 22.500     | Einzelnachweise         |
| Italien (FIMI)                                                                               | —          | 7× Gold7     | 14× Platin14   | —             | 1.140.000  | fimi.it                 |
| Japan (RIAJ)                                                                                 | —          | 2× Gold2     | —              | —             | —          | riaj.or.jp              |
| Kanada (MC)                                                                                  | —          | 4× Gold4     | 36× Platin36   | 2× Diamant2   | 4.640.000  | musiccanada.com         |
| Kolumbien (ASINCOL)                                                                          | —          | —            | Platin1        | —             | 20.000     | Einzelnachweise         |
| Malaysia (RIM)                                                                               | —          | —            | 4× Platin4     | —             | 800.000    | Einzelnachweise         |
| Mexiko (AMPROFON)                                                                            | —          | 11× Gold11   | 10× Platin10   | 2× Diamant2   | 1.610.000  | amprofon.com.mx         |
| Neuseeland (RMNZ)                                                                            | —          | Gold1        | 34× Platin34   | —             | 997.500    | radioscope.co.nz NZ2    |
| Niederlande (NVPI)                                                                           | —          | —            | Platin1        | —             | 40.000     | nvpi.nl                 |
| Norwegen (IFPI)                                                                              | —          | 4× Gold4     | 18× Platin18   | —             | 980.000    | ifpi.no                 |
| Österreich (IFPI)                                                                            | —          | 4× Gold4     | 9× Platin9     | —             | 330.000    | ifpi.at                 |
| Peru (UNIMPRO)                                                                               | —          | Gold1        | —              | —             | 3.000      | Einzelnachweise         |
| Philippinen (PARI)                                                                           | —          | —            | 2× Platin2     | —             | 300.000    | Einzelnachweise         |
| Polen (ZPAV)                                                                                 | —          | 5× Gold5     | 15× Platin15   | 3× Diamant3   | 1.235.000  | olis.pl                 |
| Portugal (AFP)                                                                               | —          | 4× Gold4     | 17× Platin17   | —             | 190.000    | Einzelnachweise         |
| Schweden (IFPI)                                                                              | —          | 5× Gold5     | 9× Platin9     | —             | 855.000    | sverigetopplistan.se    |
| Schweiz (IFPI)                                                                               | —          | 4× Gold4     | 12× Platin12   | —             | 280.000    | hitparade.ch            |
| Singapur (RIAS)                                                                              | —          | Gold1        | —              | —             | 5.000      | rias.org.sg             |
| Spanien (Promusicae)                                                                         | —          | 6× Gold6     | 21× Platin21   | —             | 1.360.000  | elportaldemusica.es ES2 |
| Südkorea (KMCA)                                                                              | —          | —            | Platin1        | —             | —          | circlechart.kr          |
| Ungarn (MAHASZ)                                                                              | —          | —            | Platin1        | —             | 4.000      | slagerlistak.hu         |
| Vereinigte Staaten (RIAA)                                                                    | —          | 7× Gold7     | 30× Platin30   | Diamant1      | 43.030.000 | riaa.com                |
| Vereinigtes Königreich (BPI)                                                                 | 5× Silber5 | 5× Gold5     | 16× Platin16   | —             | 12.613.000 | bpi.co.uk               |
| Insgesamt                                                                                    | 5× Silber5 | 112× Gold112 | 415× Platin415 | 26× Diamant26 |            |                         |